# Thomas Luther
Thomas Luther (ur. 4 listopada 1969 w Erfurcie) – niemiecki szachista i trener szachowy (FIDE Senior Trainer od 2014), arcymistrz od 1994 roku.

## Kariera szachowa
W szachy gra od 4. roku życia. W latach 1980, 1981 oraz 1984 trzykrotnie zdobył tytuły mistrza Niemieckiej Republiki Demokratycznej juniorów w różnych kategoriach wiekowych. Od końca lat 90. należy do czołówki niemieckich szachistów. Dwukrotnie zdobył medale w mistrzostwach NRD (1989 Zittau – srebrny i 1990 Bad Blankenburg – brązowy) oraz czterokrotnie – w mistrzostwach Niemiec (1993 Bad Wildbad – złoty, 2002 Saarbrücken – złoty, 2004 Höckendorf – brązowy, 2006 Osterburg – złoty). Pomiędzy 1998 a 2006 rokiem czterokrotnie wystąpił w szachowych olimpiadach, największy sukces odnosząc w roku 2000 w Stambule, gdzie szachiści niemieccy zdobyli srebrne medale. W 2010 r. wystąpił w kolejnym turnieju olimpijskim, w barwach reprezentacji Międzynarodowego Szachowego Stowarzyszenia Osób Niepełnosprawnych Narządu Ruchu (ang. IPCA). Oprócz tego w roku 2001 reprezentował narodowe barwy w drużynowych mistrzostwach świata w Erywaniu (zdobywając brązowy medal za indywidualny wynik na IV szachownicy), natomiast w 2003 – w drużynowych mistrzostwach Europy rozegranych w Płowdiwie. Dwukrotnie startował w mistrzostwach świata systemem pucharowym, w obu przypadkach awansując do II rundy: w roku 1997 w Groningen uległ na tym etapie rywalizacji Władimirowi Akopjanowi, natomiast w 2001 – Ilji Smirinowi.
Wystąpił w wielu międzynarodowych turniejach, odnosząc liczne sukcesy, m.in. w Lenk (1993, dz. I m.), Hamburgu (1993, dz. I m. wraz z Igorem Glekiem, Ľubomírem Ftáčnikiem i Olegiem Korniejewem), Lippstadt (1994, I m.), Hastings (1994/95, I m. przed Johnem Nunnem), Ptuju (1995, turniej strefowy, dz. II m. za Stefanem Kindermannem, a wraz z Wiktorem Korcznojem), Bissen (1995, I m.), Koszalinie (1996, dz. I m.), Lippstadt (1996, dz. I m.), Turynie (1996, I m.), Asti (1997, I m. przed Igorem Glekiem), Cienfuegos (1997, I m.), Bad Zwesten (1998, I m. m.in. przed Władimirem Bakłanem i Aleksandrem Wojtkiewiczem), Neubrandenburgu (1998, dz. I m.), Cali (2000, dz. I m. m.in. wraz z Lázaro Bruzónem), Böblingen (2000, dz. I m. m.in. wraz z Suatem Atalıkiem), Cappelle-la-Grande (2002, dz. I m. m.in. wraz z Liviu-Dieterem Nisipieanu i Władimirem Bakłanem), Bad Zwesten (2004, dz. I m. wraz z Robertem Kempińskim), Arco (2004, dz. I m. wraz z Milanem Draško i Jacobem Aagaardem), Oberwart (2005, dz. I m. wraz z Suatem Atalıkiem), Schwarzach (2005, dz. I m.), Böblingen (2005, I m.), Arvier (2007, mistrzostwa Unii Europejskiej w szachach, III m.), Ditzingen (2008, I m.) i Bad Homburg (2008, I m.).
Uwaga: Lista sukcesów niekompletna (do uzupełnienia od 2009 roku).
Najwyższy ranking w karierze osiągnął 1 lipca 2001 r., z wynikiem 2604 punktów zajmował wówczas 82. miejsce na świecie.
Poza występami w turniejach zajmuje się również szachową publicystyką, jest stałym współpracownikiem firmy ChessBase.